# 2020年贵州公交坠湖事故
2020年贵州公交坠湖事故于2020年7月7日12时17分，发生在中國贵州省安顺市西秀区，一辆公交车在行驶时突然90度急转加速橫冲出馬路，坠入虹山湖水庫，截至2020年7月7日，事故已造成21人死亡（包括司機），16人受伤。由於事發時值2020年中國高考，車上載有當天高考回家的考生，引起輿情關注。
司機在事發時的精神面貌引起輿情關注。財新網報道，在事發當天10时許，司機张包钢的老宅被強制拆遷。司機薪水兩度下降至每月「一两千元」亦受傳媒關注。

## 经过

### 墜湖
7月7日12点17分，貴州省安順市本地公交2路车，突然90度急转横冲到对面车道、撞坏道路护栏，坠入虹山湖水库。

### 逃生
生還者受人民日報訪問回憶，“车刚刚掉下去的时候，因为玻璃已经碎了的关系，水瞬间就涌了进来。在水涌进来的那一瞬间，我拼命游出去了。”亦即其中一條生還路線是循碎裂玻璃游出。

### 救援
7月7日13时30分，贵州省消防救援总队已调集19辆消防车、21艘橡皮艇、97名救援人员（含17名潜水员）赶赴现场救援。至少兩名本地的退伍軍人獲警察放行下水救援。

## 伤亡
截至22时，共搜救出37人，其中受伤16人，无生命体征20人，送医抢救无效死亡1人。37人中有学生12人，其中5人无生命体征，6人正受治疗，1人已出院。驾驶员张包钢被打捞上岸，已无生命体征。
據生還家屬提供的送院名單，生還者都送至了安顺七十三医院救治。主要在脑外科、普外科和骨外科治疗。

### 受傷高考生的高考處理
受傷高考生在2020年7月高考的後續參加考試問題，贵州省招生考试院尚在商讨；負責人沒提及如何處理死亡高考生的事宜。

## 司機背景
財新網實地調查，当地居民說司機张包钢原先是安顺老柴油机厂工人，原先住在安顺老柴油机厂宿舍多年，后来离婚，有一个儿子。近年张包钢搬去了西秀區一家原为虹山机器厂宿舍的住處，实际是他姐姐的房子；邻居又說张包钢平日少与大家往来，不過“看着挺开朗的，和女朋友照照相挺开心的”。

### 傳媒以抖音追查其精神狀態
多家報社以抖音号為線索追查张包钢的精神面貌。財新網指他最近一次发布是在7月4日（事发生前三天），由2019年6月創號至墜湖為止314条视频，「显示出主人爱笑爱搞怪，同时他也转发一些为情所困的言论，没有看出明显异样」。另據中華網說他抖音粉丝量有1804人，主要是唱歌自拍，「看来他的生活有很多乐趣，有的50多岁的老人，不会玩智能手机，他不但会玩，而且还会把唱歌的视频发上去，对评论也会回复」，中華網記者又指「12天前有一条视频，文案是说他要回家陪老父亲吃饭，他父亲和他一起出镜。2019年8月份的时候，他还发过一条视频，是说他想寻找另一半。从300多条视频来看，他性格还是挺好的」、「觉得他这个人很积极乐观」。

### 車禍當天被強拆
財新網實地調查，当地居民表示7月7日上午10时许，张包钢在安顺老柴油机厂宿舍的承租公房被拆迁队強制拆遷，张包钢聞訊后赶来但未被允许進自己老宅现场。目前老宅周边已拉上警戒线。
而在《警方通报》中，张包钢已经没在该公房长期居住，并由其姐姐用于出租。西秀区酿造机械厂（即原来的安顺老柴油机厂）棚户区改造项目中，已经和其与其姐姐进行商谈，2020年6月8日张包钢与西秀区住建局签订《自管公房搬迁补助协议》，可获得72542.94元的补偿，但其未注销房屋水电账户和领取补偿金。7月7日上午8时30分许，张包钢去到其房屋时，房屋已被清拆。8时38分，张包钢拨打政务服务热线，对申请公租房未获得且所承租公房被拆除表示不满。

### 薪水兩度下降：19年併入国企、20年疫情
傳媒亦關注司機的經濟情況。本次墜湖的2路公交線，本屬民營公交企業云雁巴士，2019年被併入国有的安顺市公共交通总公司，原路線8月30日停運，10月中起由国企運營上線，改為纯电动公交车。財新網報導，改制后驾驶员重新签订聘用合同；合併前工资每月5,000元左右，合併至國企後每月3,000余元，COVID-19贵州省疫情以来，更降至每月「一两千元」。

## 調查

### 官方報告
贵州省公安厅成立专案组调查。初步查明，驾驶员张某钢，男，52岁，安顺市西秀区人，执A1驾照，1997年至今一直驾驶2路公交车。
7月12日，安顺市公安局发布《警方通报》称，司机张某钢因生活不如意和对拆除其承租公房不满，为制造影响，针对不特定人群实施的危害公共安全个人极端犯罪，造成21人死亡，15人受伤，公共财产遭受重大损失。

## 官方反應
7月7日22时，交通运输部安委会印发《关于贵州安顺公交车坠入水库事件的警示通报》。
7月8日，中华人民共和国公安部召開全國公安機關視頻會議，通報墜湖事件有關情況，對加強公交車安全防範工作進行強調部署。

## 其他反應
事件發生後，湖南省脑科医院精神科主任周旭辉表示，由於公共交通驾驶员的工作环境比较糟糕，可能引发驾驶员的心理问题，進而引發交通事故，因此湖南省脑科医院为100多名公交车驾驶员、出租车司机配备情绪管理师，助其緩解壓力。